# Sunipia grandiflora
Sunipia grandiflora är en orkidéart som först beskrevs av Robert Allen Rolfe, och fick sitt nu gällande namn av Peter Francis Hunt. Sunipia grandiflora ingår i släktet Sunipia och familjen orkidéer. Inga underarter finns listade i Catalogue of Life.